# Barry Windham
Barry Clinton Windham (Sweetwater, 4 luglio 1960) è un ex wrestler statunitense.
Attivo principalmente durante gli anni ottanta e novanta, è stato campione mondiale NWA e diverse volte campione mondiale di coppia nella National Wrestling Alliance e nella World Wrestling Federation. La maggior parte dei titoli vinti deriva dal periodo passato in NWA/WCW dove, oltre al titolo mondiale, vinse anche il titolo NWA United States Heavyweight Championship e il WCW World Television Championship.

## Carriera

### Inizi (1980–1984)

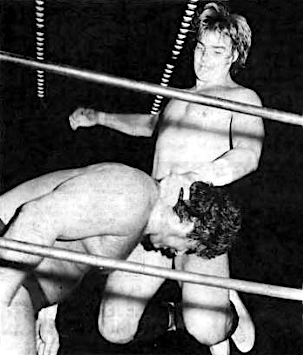
Windham vs Don Muraco (1980)

Windham venne allenato da suo padre Blackjack Mulligan e dal famoso pluricampione mondiale Harley Race. Debuttò diciannovenne nel mondo del wrestling il 27 novembre 1979 in un match contro J.J. Dillion a Odessa, Texas. La maggior parte dei suoi primi anni di carriera, Windham li passò nella Championship Wrestling from Florida, compagnia satellite della NWA. In questo periodo interpretava il personaggio del face favorito del pubblico, riscuotendo successo sia come wrestler singolo che in coppia. All'epoca Windham ebbe notevoli feud con Kevin Sullivan ed i suoi alleati. Nel 1984, insieme a Mike Rotunda, Windham formò il tag team denominato U.S. Express. Il duo conquistò il NWA Florida United States Tag Team Championship per ben tre volte tra marzo e maggio del 1984.

### World Wrestling Federation (1984–1985)

#### U.S. Express

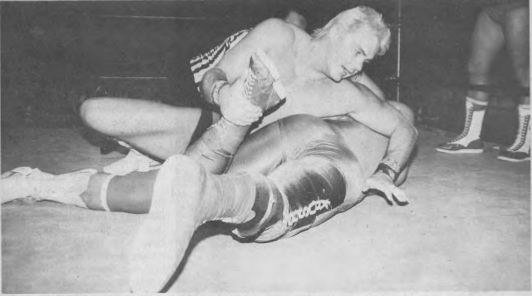
Windham Vs Krusher Kruschev (1986)

Rotunda & Windham furono scritturati dalla World Wrestling Federation nell'ottobre del 1984. Debuttarono in WWF come tag team face il 17 novembre 1984 sconfiggendo Mohammed Saad e Bobby Bass. Successivamente sconfissero i "North South Connection" (Dick Murdoch e Adrian Adonis) vincendo il loro primo titolo WWF Tag Team Championship il 21 gennaio 1985, durante un house show ad Hartford, nel Connecticut. A WrestleMania 1, gli US Express persero le cinture in favore di The Iron Sheik e Nikolai Volkoff. Nella puntata del 13 luglio di Championship Wrestling, sconfissero Sheik e Volkoff riconquistando il titolo WWF Tag Team Championship, che poi ripersero contro il Dream Team (Greg Valentine e Brutus Beefcake) a Filadelfia il 24 agosto seguente.

### National Wrestling Alliance (1986–1989)

#### Championship Wrestling from Florida (1986)
Dopo aver lasciato la WWF, Windham lottò per qualche tempo in varie federazioni associate alla National Wrestling Alliance (NWA). Militò nella Championship Wrestling from Florida (CWF) come personaggio face, e qui affrontò, perdendo, anche il campione NWA World Heavyweight Championship Ric Flair, ed ingaggiò una guerra senza esclusione di colpi con Ron Bass per l'NWA Florida Heavyweight Championship.

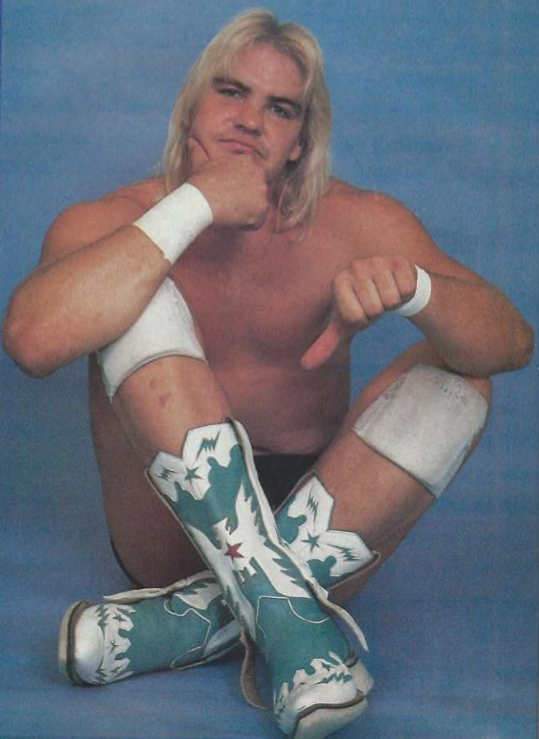
Windham nel 1986

Sul finire del 1986, Barry entrò nella Jim Crockett Promotions dove ebbe diversi match memorabili con "Nature Boy" Ric Flair, incluso un lungo incontro durato sessanta minuti e terminato in pareggio. Poi tornò a competere nella divisione tag team. Il 9 dicembre 1986, Windham e Ron Garvin sconfissero Ivan Koloff e Khrusher Khruschev, vincendo il titolo U.S. Tag Team Championship. Il loro maggiore feud dell'epoca fu quello con i Midnight Express (Bobby Eaton & Stan Lane), guidati dal manager Jim Cornette. I Midnight Express non riuscirono mai a battere Windham e Garvin per i titoli. Windham e Garvin persero invece le cinture contro Ivan Koloff e Dick Murdoch nella primavera del 1987, poco prima dell'inizio dell'annuale Jim Crockett Memorial Tag Team Tournament (torneo conosciuto anche come "Crockett Cup"). All'epoca, Windham aveva già stretto un'alleanza con Lex Luger, che in seguito tradirà per entrare nei "cattivi" Four Horsemen.

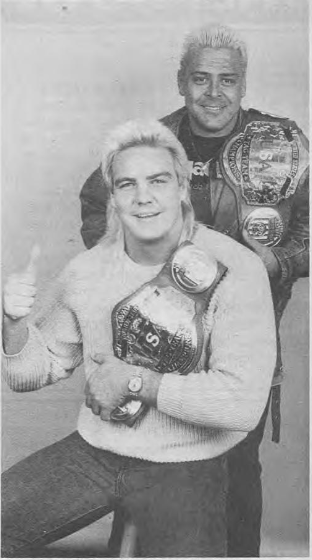
Barry Windham e Ronnie Garvin nel 1987

Il 20 giugno 1987, Windham sconfisse Black Bart nella finale di un torneo indetto per assegnare la cintura di campione NWA Western States Heritage Championship, nuovo titolo appena nato nella federazione. Difese quindi il titolo contro Rick Steiner, Big Bubba Rogers, e Incubus. Durante il suo primo pay-per-view NWA, Starrcade (1987), Windham fu sconfitto dal campione UWF Heavyweight "Dr. Death" Steve Williams. Nel 1988 Windham perse il titolo NWA Western States Heritage Championship cedendolo a Larry Zbyszko a Bunkhouse Stampede.

#### Four Horsemen (1988–1989)
Il 27 marzo 1988 durante Clash of the Champions, Windham lottò in coppia con Lex Luger vincendo l'NWA World Tag Team Championship dai Brain Busters (Arn Anderson & Tully Blanchard). Qualche settimana dopo, il 20 aprile, a Jacksonville (Florida), Windham tradì Luger causando la perdita delle loro cinture nel rematch contro Blanchard e Anderson. Windham divenne così un heel per la prima volta in carriera ed entrò nella stable di Ric Flair Four Horsemen (che all'epoca vedeva fra i suoi membri anche Anderson e Blanchard). Da "cattivo", Barry ritornò a combattere in singolo e sconfisse Nikita Koloff nella finale del torneo per l'assegnazione del vacante NWA United States Heavyweight Championship quando la NWA sospese il campione in carica Dusty Rhodes. Windham fu a lungo detentore del titolo US, che difese per ben nove mesi contro wrestler del calibro di Brad Armstrong, Dusty Rhodes, Sting e Bam Bam Bigelow prima di capitolare contro l'ex amico Lex Luger a Chi-Town Rumble nel febbraio del 1989. Il suo contratto con la NWA terminò a marzo 1989.

### Ritorno alla WWF (1989)

#### The Widowmaker
Windham fece ritorno alla WWF nel 1989 con la nuova identità di "The Widowmaker" ("il creatore di vedove"). Nonostante il soprannome, Windham non cambiò di molto la sua immagine, interpretando la solita gimmick del cowboy heel. The Widowmaker avrebbe dovuto far parte del team di Randy Savage alle Survivor Series, ma invece lasciò inaspettatamente la compagnia per motivi personali mai ben chiariti.

### World Championship Wrestling (1990–1994)

#### Rientro nei Four Horsemen (1990–1991)
Nel maggio 1990, Windham ritornò nella WCW e si unì di nuovo ai Four Horsemen che a quel punto erano formati da Ric Flair, Arn Anderson, Sid Vicious, e Ole Anderson. A Halloween Havoc 1990, Windham fu coinvolto in un discusso match tra Sid Vicious e l'allora NWA World Champion Sting. Vicious sembrò schienare Sting e vincere il titolo, ma presto venne svelato che l'uomo battuto da Vicious era semplicemente Windham travestito da Sting. Quando l'inganno fu scoperto, il match fu fatto ricominciare e il vero Sting sconfisse Sid Vicious. Windham passò il resto dell'anno combattendo in coppia con Arn Anderson nella continuazione del feud tra i Four Horsemen e i campioni mondiali di coppia NWA, i Doom. A Starrcade 1990: Collision Course, Windham & Anderson affrontarono i Doom in uno Street Fight match che terminò in parità.
Nel 1991, nella WCW scoppiarono le polemiche per il clamoroso passaggio del campione NWA in carica, Ric Flair, alla concorrente WWF. Per questo motivo il titolo venne reso vacante. Windham fu elevato allo status di sfidante numero 2 alla cintura e si scontrò con Lex Luger in uno steel cage match per dichiarare il nuovo campione. A The Great American Bash (1991), Windham perse il match, e Luger diventò lui stesso un heel mentre Windham ridiventò un beniamino del pubblico, grazie alle tattiche sporche di Luger e all'aiuto ricevuto dal suo manager Harley Race durante la contesa.

#### Turn face (1991–1992)
Nell'ottobre 1991, Windham formò un tag team con Dustin Rhodes e si scontrò con i campioni di coppia WCW Enforcers (Arn Anderson e Larry Zbyszko). Ad Halloween Havoc 1991: Chamber of Horrors, Anderson & Zbyszko colpirono in testa Windham con la portiera di una macchina, mettendolo fuori gioco per un bel pezzo, (incluso il Chamber of Horrors match, dove fu sostituito da El Gigante). Windham tornerà in azione dopo due mesi circa per vendicarsi di Anderson, Zbyszko, e del resto della Dangerous Alliance. Il 9 maggio 1992, Barry sconfisse Steve Austin strappandogli il titolo WCW World Television Championship. Perse la cintura nuovamente contro Austin il 13 giugno seguente.
Nella puntata del Saturday Night registrata il 2 settembre, Windham in coppia con Dustin Rhodes affrontò e sconfisse Steve Williams e Terry Gordy per unificare i titoli WCW World Tag Team Championship e NWA World Tag Team Championship. Il duo rimase campione per circa due mesi prima di cedere i titoli a Ricky Steamboat e Shane Douglas a Clash of the Champions. Windham tradì Rhodes dopo l'incontro perché Rhodes si era rifiutato di schienare Steamboat dopo un accidentale colpo basso irregolare.

#### Turn heel (1992–1994)
Verso la fine dell'anno, Windham si alleò con Brian Pillman, anche lui diventato recentemente un heel, per cercare di riconquistare le cinture perse da lui e Rhodes, ma finirono battuti da Steamboat e Douglas a Starrcade 1992: Battlebowl/The Lethal Lottery II.

##### NWA World Heavyweight Champion (1993)
Nel gennaio 1993 Windham sconfisse The Great Muta vincendo l'NWA World Heavyweight Championship a SuperBrawl III. Ric Flair, ritornato in WCW quella sera stessa, cercò di congratularsi con il nuovo campione, ma Windham prese la cintura e se ne andò senza prestargli attenzione alcuna. Flair ed Anderson cercarono di reclutare nuovamente Windham nelle file degli Horsemen, ma Windham declinò l'invito, scontrandosi in seguito con Flair ed Anderson. Difese con successo il titolo contro Anderson a Slamboree 1993: A Legend's Reunion. Dopo un'altra vittoria contro 2 Cold Scorpio, Windham perse la cintura NWA contro Flair a Beach Blast, per poi sparire dalle scene per quasi un anno intero, e rientrare giusto in tempo per sfidare Flair a Slamboree 1994: A Legend's Reunion per il titolo WCW World Heavyweight Championship. Flair vinse ancora e Windham si ritirò dal wrestling per due anni di pausa.

### 2º ritorno alla WWF (1996–1998)

#### The Stalker (1996)

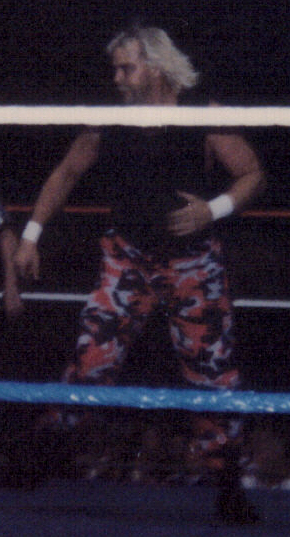
Windham nel 1996

Alla fine del 1996, Windham farà ancora ritorno alla WWF, questa volta come "The Stalker", un personaggio face originariamente ideato come heel. Per breve tempo, riesumò il suo feud con Dustin Rhodes (nei panni di Goldust). Nell'unica partecipazione di Windham ad un pay-per-view WWF con questa gimmick, The Stalker fu sconfitto da Goldust.

#### The New Blackjacks (1997–1998)
Nel 1997 Windham formò il tag team New Blackjacks insieme a Justin "Hawk" Bradshaw. La coppia non durò a lungo, e Windham tradì Bradshaw per entrare nella stable di Jim Cornette "NWA faction" nel 1998.

### Ritorno in WCW (1998–1999)
Tornando per l'ennesima volta in World Championship Wrestling, Barry Windham era stato inizialmente assunto da Eric Bischoff per scontrarsi ancora contro Ric Flair. Invece venne messo a combattere in coppia con Curt Hennig. A SuperBrawl IX, Hennig & Windham sconfissero Chris Benoit e Dean Malenko nella finale del torneo tag team per l'assegnazione del WCW World Tag Team Championship.

#### West Texas Rednecks
Barry entrò poi a far parte della stable heel dei "West Texas Rednecks". Il gruppo doveva in origine essere una stable di personaggi heel ma il pubblico del sud degli Stati Uniti iniziò a tifare per i Rednecks andando contro i piani della WCW. La squadra era composta da Kendall Windham (il fratello di Barry), Curt Hennig, e Bobby Duncum Jr., (Duncum fu poi rimpiazzato da Curly Bill dopo che si era infortunato) ma venne sciolta dopo poco tempo e qualsiasi storyline a loro collegata, accantonata. Il 23 agosto 1999 a Nitro, i fratelli Windham (Barry & Kendall) batterono gli Harlem Heat (Booker T e Stevie Ray) vincendo il titolo di coppia WCW World Tag Team Championship, per poi cedere le cinture indietro agli Harlem Heat a Fall Brawl 1999. Sia Barry che Kendall poco dopo furono licenziati dalla WCW.
Alla fine del 1999, Barry si trasferì nella World Wrestling Council, dove vinse il World Tag Team Championship insieme a Kendall.

### Ritiro e WWE Hall of Fame (2010, 2012, 2024)
Windham lottò il suo ultimo match nel febbraio 2010 nella American Combat Wrestling.
Nella puntata di Raw del 9 gennaio 2012, viene annunciato che lui, Arn Anderson, Ric Flair, JJ Dillon e Tully Blanchard saranno introdotti nella WWE Hall of Fame dello stesso anno da Shawn Michaels e Triple H.
Venne poi nuovamente introdotto nella WWE Hall of Fame nel 2024 come parte degli U.S. Express insieme a Mike Rotunda.

## Personaggio

### Mosse finali
- Lariat
- Superplex

### Manager
- James J. Dillon
- Curly Bill

## Titoli e riconoscimenti
- Championship Wrestling from Florida
  - NWA Florida Heavyweight Championship (6)
- National Wrestling Alliance
  - NWA World Tag Team Championship (3) – con Dusty Rhodes (1), Lex Luger (1) e Tully Blanchard (1)
  - NWA United States Heavyweight Championship (1)
  - NWA Western States Heritage Championship (1)
  - NWA World Heavyweight Championship (1)

- Jim Crockett Promotions/World Championship Wrestling
  - WCW World Tag Team Championship (3) – con Dusty Rhodes (1), Kendall Windham (1) e Mr. Perfect (1)
  - WCW World Television Championship (1)

- Pro Wrestling Illustrated
  - 14º tra i 500 migliori wrestler singoli nella PWI 500 (1991)
  - 13º tra i 500 migliori wrestler singoli nella PWI 500 (1992)
  - 35º tra i 500 migliori wrestler singoli nella "PWI Years" (2003)
  - PWI Most Improved Wrestler of the Year (1982)

- World Wrestling Federation/Entertainment
  - WWF Tag Team Championship (2) – con Mike Rotundo
  - WWE Hall of Fame (classe del 2012)
  - WWE Hall of Fame (classe del 2024) – con Mike Rotunda negli U.S. Express[46]